# São Vicente (Madère)
Pour les articles homonymes, voir São Vicente.
São Vicente (prononcé en portugais : [ˈsɐ̃w̃ viˈsẽ.tɨ]) est une ville de l'île de Madère, située sur la côte nord. Sa population est de 5 723 habitants.

## Géographie
São Vicente est localisée à l'embouchure de la Ribiera de São Vicente, au nord de l'île de Madère. Les villages qui composent la commune sont situés sur les pentes des collines de part et d'autre de la vallée.

## Curiosités
Il est possible de visiter à São Vicente des grottes d'origine volcanique et un petit centre de volcanologie.

## Paroisses
| Paroisse      | Population | Superficie        | Densité   | Altitude | Location                               |
| ------------- | ---------- | ----------------- | --------- | -------- | -------------------------------------- |
| Boaventura    | 1,537      | 26,2 km²/2 620 ha | 58,7/km²  | -        | -                                      |
| Ponta Delgada | 1,325      | 8,8 km²/880 ha    | 150,6/km² | 421 m    | 32,81667 (32°49') N 16.9833 (16°59') W |
| São Vicente   | 3,439      | 17,8 km²/1 780 ha | 193,2/km² | 271 m    | 32,8 (32°48') N 17,05 (17°05') W       |

## Climat
En un an, il tombe 1182 mm d'eau à Ponta Delgada.